# Aedes sintoni
Aedes sintoni är en tvåvingeart som först beskrevs av Philip James Barraud 1924.  Aedes sintoni ingår i släktet Aedes och familjen stickmyggor. Inga underarter finns listade i Catalogue of Life.